# Xylophanes crotonis
Espèce
Xylophanes crotonis est une espèce de lépidoptères de la famille des Sphingidae, de la sous-famille des Macroglossinae, tribu des Macroglossini, sous-tribu des Choerocampina, et du genre Xylophanes.

## Description
- L' envergure de l'imago est de 91-97 millimètres.
- Les chenilles sont vertes, turquoise ou violacée avec des points jaunes, sans ocelles dans le deuxième stade larvaire.

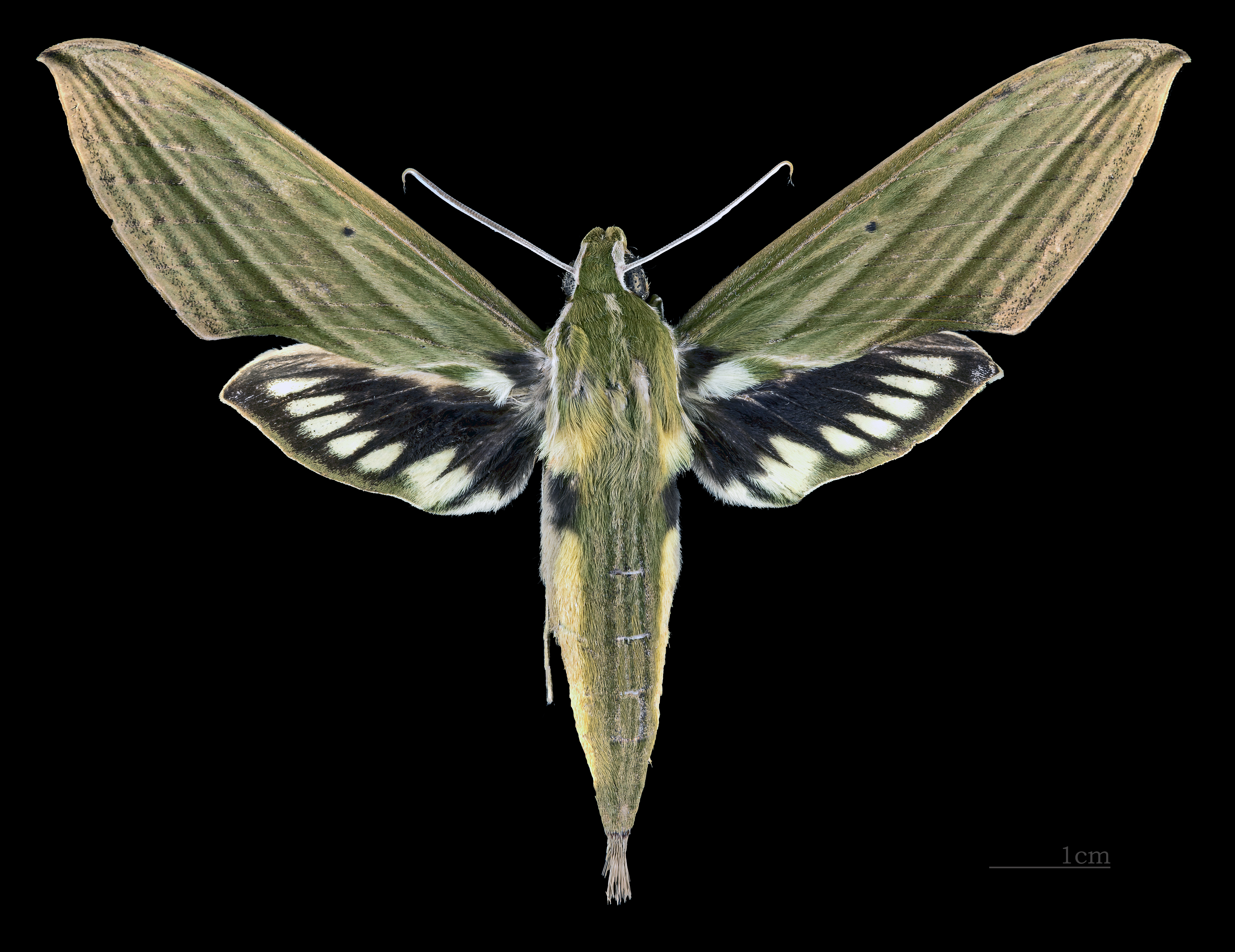
Face dorsale de la femelle MHNT
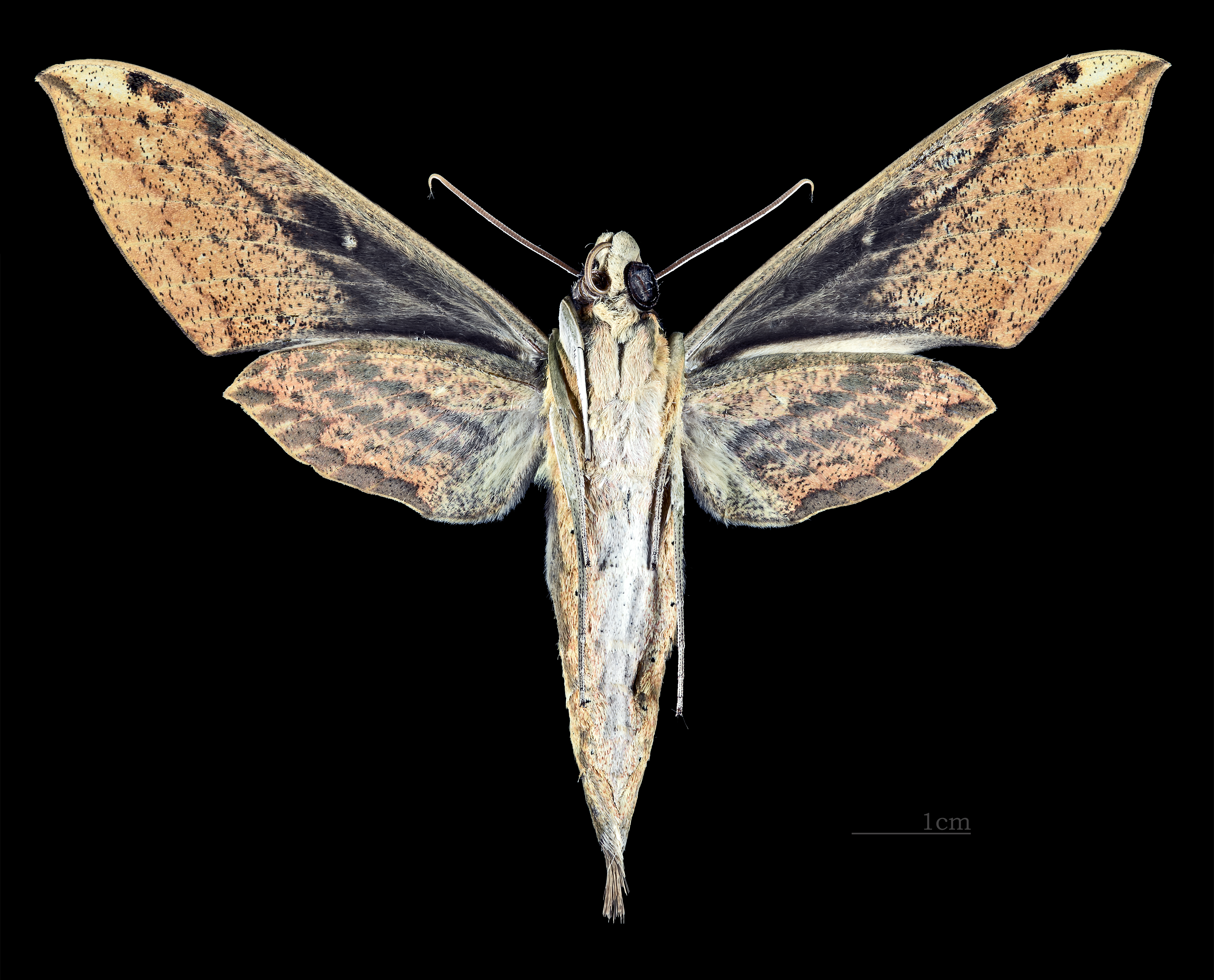
△Revers de la femelle MHNT
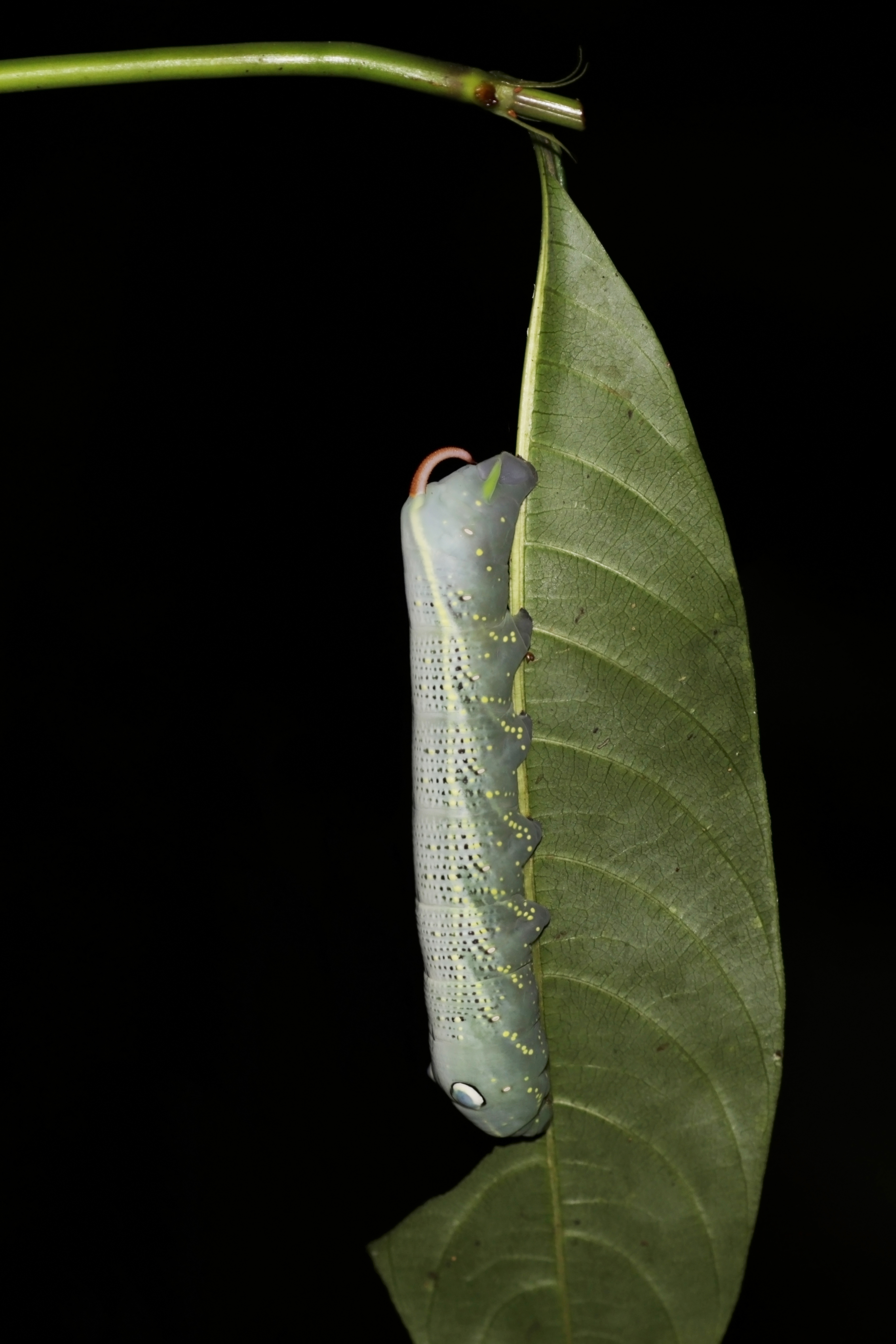
Chenille du xylophanes crotonis.

## Biologie
Les adultes volent toute l'année au Costa Rica.
Les chenilles se nourrissent sur Psychotria correae, Palicourea padifolia , Palicourea salicifolia , Coussarea austin-smithii , Coussarea caroliana et probablement d'autres espèces de Rubiaceae, et la Poaceae Rottboellia cochinchinensis.

## Distribution et habitat
Distribution
L'espèce est connue au Guatemala, en Colombie, au Venezuela et au sud de la Bolivie.

## Systématique
L'espèce Xylophanes crotonis a été décrite par Francis Walker en 1856 sous le nom initial de Chaerocampa crotonis.
La localité type est le Venezuela.

### Synonymie
- Chaerocampa crotonis Walker, 1856 Protonyme
- Chaerocampa crotonis Boisduval, 1870
- Choerocampa virescens (Butler, 1876) [2]